# Pronóstico del tiempo
El pronóstico del tiempo es la aplicación de tecnología y de ciencia para predecir el estado de la atmósfera para un período futuro y una localidad o región dada. La historia del pronóstico del tiempo es milenaria, aunque los paradigmas y las técnicas usadas han cambiado significativamente. Los pronósticos se hacen colectando tantos datos como sea posible acerca del estado de la atmósfera (particularmente temperatura, presión atmosférica, vientos, humedad y precipitaciones) y usando conocidos procesos atmosféricos (a través de la meteorología) para determinar los patrones futuros atmosféricos. Sin embargo, la naturaleza compleja de los fenómenos atmosféricos y el entendimiento incompleto de los patrones y procesos meteorológicos hacen que los pronósticos sean menos seguros al incrementarse el rango temporal del pronóstico.

## Historia de los pronósticos del tiempo
La ciudadanía influenciada fuertemente por el tiempo. Por milenios, la gente ha recibido predicciones de cómo sería el tiempo por un día y hasta por una estación. En 650 a. C., los babilonios predecían el tiempo de acuerdo a patrones de nubes. En 340 a. C., Aristóteles describía patrones del tiempo en su obra Meteorología (Meteorologica). Los chinos predecían el tiempo al menos desde 300 a. C.
Los antiguos métodos de predicción del tiempo usualmente tomaban en cuenta la experiencia de señalar patrones de eventos. Por ejemplo, un amanecer con cielo nublado de color rojizo se solía interpretar como el inicio de un día de mal tiempo, una idea popular que no carecía  de sentido ya que la iluminación de las nubes por debajo durante el amanecer expresa nubosidad nocturna durante las horas de mayor presión atmosférica (el aire y las nubes con él, descienden hasta una escasa altura del suelo por la menor temperatura durante la noche) y posteriormente, al calentarse durante el día, se eleva y pueden producirse precipitaciones. La experiencia acumulada por generaciones producían un pronóstico (weather lore). De todos modos, estas predicciones no siempre se cumplían y tampoco se podían hacer pruebas estadísticas rigurosas. 
Con la invención de la telegrafía en 1837, comienza la era moderna del pronóstico del tiempo. Antes, no era posible llevar información sobre el estado del tiempo a distancias alejadas, y si había se transportaba a la velocidad de un ferrocarril a vapor, así el telégrafo dio reportes de las condiciones del tiempo de una gran área instantáneamente. Así, se perfeccionaron los pronósticos conociendo las condiciones regionales.

Imagine una esfera rotando de 12.800 km de diámetro, con una superficie irregular, envuelta por una mezcla de 40 km de diferentes gases cuyas concentraciones varían espacial y temporalmente, y es calentada por un reactor nuclear a 150 millones de km de distancia. Imagine también que esta esfera orbita alrededor del reactor nuclear y algunas regiones son calentadas más durante una parte de la revolución y otras localidades se calientan durante otra parte de la revolución. E imagine que la mezcla de gases continuamente recibe inputs de la superficie abajo, generalmente en forma calmada pero a veces de manera violenta y con inyecciones altamente localizadas. Luego, imagine que después de la mezcla de gases, usted está expectante de conocer la predicción del estado atmosférico de una locación en la esfera para uno, dos o más días en el futuro. Esto es esencialmente el desafío que se encuentra día a día por un pronosticador del tiempo.
"Sobre la Dificultad del Pronóstico del Tiempo", Bob Ryan, Boletín de la Sociedad Estadounidense de Meteorología, 1982.

No obstante lo anterior, el desarrollo de los satélites meteorológicos ha dejado muy atrás tales limitaciones, aunque nunca llegue a ser un conocimiento perfecto en el tiempo y en el espacio.
Las dos personalidades que más acreditaron el nacimiento del pronóstico como ciencia fueron Francis Beaufort (recordado por la escala Beaufort) y su protegido Robert Fitzroy (desarrollador del barómetro Fitzroy). Ambos eran influyentes en la Naval Británica y en los círculos gubernamentales, y fueron ridiculizados por la prensa, aunque sus trabajos ganaron fuerza académica, y fueron aceptados por la Armada Británica, formando la base del conocimiento actual del pronóstico del tiempo.

## Estados del tiempo atmosférico
- Soleado
- Escasa nubosidad
- Nubosidad parcial
- Mayormente nublado
- Nublado
- Llovizna
- Chubasco
- Lluvia
- Chubasco, lluvia intensa
- Precipitaciones
- Tormentas
- Nevadas
- aguanieve
- Viento (25 km/Hr, 40 km/Hr, 60 km/Hr, 80 km/Hr, 100 km/Hr y sobre 100 km/Hr.)
- Bruma
- calina o calima
- Nevando
- Neblina

## Sistema moderno de pronóstico a corto plazo
Un sistema moderno diario de pronóstico del tiempo consiste en cinco componentes:
- Recopilación de datos
- Asimilación de datos
- Predicción numérica del tiempo
- Postprocesamiento de modelos de salida
- Presentación del pronóstico al usuario final

### Toma de datos
El radar meteorológico proporciona información del lugar y la intensidad de la precipitación. Además, si es un radar doppler calcula la velocidad y dirección del viento.
Debajo, una muestra de pronóstico del tiempo presente, o nowcast, por el National Weather Service, de Mount Holly, New Jersey:
```
000
FPUS71 KPHI 240805
NOWPHI
```

```
PRONÓSTICO DE CORTO PLAZO
NATIONAL WEATHER SERVICE MOUNT HOLLY NJ
405 AM EDT FRI JUN 24 2005
DEZ002>004-MDZ015-019-020-NJZ013-014-020-022>027-241200-
ATLANTIC NJ-ATLANTIC COASTAL CAPE MAY NJ-CAPE MAY NJ-CAROLINE MD-
COASTAL ATLANTIC NJ-COASTAL OCEAN NJ-DELAWARE BEACHES DE-
EASTERN MONMOUTH NJ-INLAND SUSSEX DE-KENT DE-OCEAN NJ-
QUEEN ANNE'S MD-SOUTHEASTERN BURLINGTON NJ-TALBOT MD-
WESTERN MONMOUTH NJ-
INCLUYE LAS CIUDADES DE...ATLANTIC CITY Y DOVER
405 AM EDT FRI JUN 24 2005
```

.AHORA...
```
ÁREAS DE NIEBLA Y NUBES BAJAS HABRÁ SOBRE EL SUDESTE DE DELAWARE Y
PORCIONES DEL NORDESTE DE PLAYAS DE MARYLAND TEMPRANO ESTA MAÑANA, 
Y EN LA COSTA DE NEW JERSEY. LA DENSA Y PARCHEADA NIEBLA REDUCE 
LA VISIBILIDAD A UN CUARTO DE MILLA O MENOS A VECES. SI MANEJA 
ESTA MAÑANA, ASEGÚRESE DE UNA BUEN SEPARACIÓN ENTRE UD. Y EL
VEHÍCULO ADELANTE. SU VISIBILIDAD CAERÁ RÁPIDAMENTE 
SI UD. MANEJA DENTRO DE NIEBLA DENSA. MIRE ESPECIALMENTE A LOS 
PEATONES. LA NIEBLA SE DISIPARÍA EN 1 HORA O 2 LUEGO DE AMANECER. 
$$ 
```